# Compagnie Africaine d'Aviation
Compagnie Africaine d'Aviation (CAA), ribattezzata FlyCAA nel 2013, è una compagnia aerea regionale della Repubblica Democratica del Congo, con sede all'aeroporto N'djili di Kinshasa. Offre un'ampia rete di voli di linea nazionali per passeggeri, oltre a voli cargo. A causa di problemi di sicurezza, CAA è stata inclusa nell'elenco dei vettori aerei soggetti a divieto operativo nell'Unione europea.

## Storia
La Compagnie Africaine d'Aviation è stata fondata nel 1991 e ha iniziato a operare il 26 dicembre 1992.
Nel 2013 si è fusa con FlyCongo e ha formato FlyCAA.
Nel gennaio 2016, la compagnia ha interrotto la sua unica rotta internazionale verso Johannesburg dopo non aver ricevuto il rinnovo dei diritti di traffico.
Nel 2020, la compagnia ha acquistato un Airbus A330-200 con l'intenzione dichiarata di volare a Bruxelles, cosa che, in base alle attuali restrizioni dell'Unione Europea, richiederebbe alla CAA di operare il servizio con registrazione ed equipaggio stranieri. In effetti i servizi di linea sono stati ripristinati nell'estate del 2021.

## Flotta

### Flotta attuale
A febbraio 2024 la flotta di flyCAA è così composta:

### Flotta storica
Durante la sua storia operativa, flyCAA ha operato con:
- Airbus A321-200
- Antonov An-26
- Antonov An-32
- BAC 1-11
- Convair CV-580
- Douglas DC-8
- Fokker F50
- Fokker F100
- Ilyushin Il-18
- McDonnell Douglas MD-81
- McDonnell Douglas MD-82

## Incidenti
- 4 marzo 2013: un Fokker F50 su un volo cargo nazionale da Lodja a Goma, nella Repubblica Democratica del Congo, precipitò a causa del maltempo durante l'avvicinamento all'aeroporto di Goma. In sette persero la vita.[11]